# Vespa kuangsiana
Vespa kuangsiana är en getingart som beskrevs av Joseph Charles Bequaert 1939.
Vespa kuangsiana ingår i släktet bålgetingar och familjen getingar. Inga underarter finns listade i Catalogue of Life.